# Dave Valentin
Dave Valentin (South Bronx, New York, 1952. április 29. – Bronx, New York, 2017. március 8.) amerikai latin dzsesszfuvolaművész.

## Diszkográfia
- Legends (1979)
- The Hawk (1980)
- Land of the Third Eye (1980)
- I Got It Right This Time (1981)
- Pied Piper (1981)
- In Love's Time (1982)
- Flute Juice (1983)
- Kalahari (1984)
- Jungle Garden (1985)
- Light Struck (1986)
- Mind Time (1987)
- Live at the Blue Note (1988)
- Two Amigos (1990)
- Musical Portraits (1992)
- Red Sun (1993)
- Tropic Heat (1994)
- Sunshower (1999)
- Primitive Passions (2005)
- World on a String (2005)
- Come Fly With Me (2006)
- Pure Imagination (2011)